# 마이크로프로스
마이크로프로스 시스템즈(Microprose Systems)는 북미 가정용 게임 주변기기와 소비자 가전용 제품 개발업체로 2007년에 재조직되었다.
원래 1982년 시드 마이어와 빌 스텔리에 의해 창립되었으며, 시드 마이어의 전설적인 PC 게임 대다수의 개발 및 유통사로 알려져왔다.

## 독립회사 시절

### 약력

#### 1980년대 초반
코모도어64, 애플2, 아타리 8비트계열같은 8비트 가정용 PC를 위한, 스핏파이어 에이스(Spitfire Ace), 헬켓 에이스(Hellcat Ace)와 같은 비행, 군사 모의 게임의 제작사로 알려져 왔다. 동시에 전략 게임도 몇 가지 출시하였다.

#### 1980년대 후반
16비트와 32비트로 시장이 바뀌자, 회사는 IBM 호환 PC 및 아미가나 아타리ST 같은 68000마이크로프로세서 기반 PC를 지원하기 시작하였다. 회사는 또한 유럽의 제품 교환 유통을 위한 지사를 영국에 운영하기 시작하였고, 몇 가지 유럽 제품을 미국에 유통하기 위하여 수입하였다.

#### 1990년대 초반
1990년 ~ 1991년에는 대표적인 성공작품인 "시드 마이어의 철도재벌(sid meier's Railroad Tycoon)과 시드 마이어의 문명(sid meier's Civilization)을 여러 기종으로 출시하였다. 두 게임은 금방 게임 역사상 전설적으로 잘 팔린 전략 게임들이 되었고 여러 속편이 만들어졌다.
회사는 또한 그랜드 프릭스4(Geoff Crammond's Formula One Grand Prix)를 91년에 출시하였다. 아미가와 아타리ST 판이 먼저 출시되었고, 도스판은 92년에 출시되었다.
이 게임 또한 전설적인 포뮬러 1(Formula One) 시뮬레이션 게임으로 언급되고 있다.
1992년, 회사는 리드에 위치한 비행 시뮬레이션 게임 제작사로, B-17같은 게임들을 만들어왔으며, 위성 개발 조직으로 업종을 바꾼, 벡터 그라픽스(Vektor Graflx)를 인수하였다.

### 회사 확장 시도
회사는, 개명 없이 업종을 다각화하려는 시도로, 2개의 상표를 만들었는데, 영국은 마이크로스타일, 미국은 마이크로플레이였다. 이 상표로 모험 게임인 위험한 릭2(Rick Dangerous2), 아케이드 자동차 경주 게임인 스턴트 카(Stunt Car), 아케이드 액션 게임인 제노포브(Xenophobe) 등이 발매되었다.
1990년대 초반, 회사는, 시뮬레이션 비행과 시뮬레이션 군사 회사라는 좁은 시장에서 벗어나 다각화를 하기 위한 시도로, 아케이드 게임 개발부를 만들기로 결심하였고, 모험 게임 Engine을 만들기 위하여 다량의 돈을 투자하였다. 그러나, 아케이드 개발부는 F-15 Strike Eagle The 아케이드 Game 과 B.O.T.T.S. (거대 전투 로봇 게임) 2가지만 만든 후에 취소되었다. 두 게임은 (당시로서는) 고급의 3차원 graphic 요소를 가지고 있었고, 존재하는 장비와는 매우 달랐기 때문에 유명해지는 데 실패하였다. 모험 게임 Engine은 완성하였으나, 단지 3가지 게임(Rex Nebular, Return of the Phantom 과 Dragonsphere)만 출시되었고, Sanctuary Woods에 팔릴때까지 선반에 처박혀 있었다.
1990년대 중반 현금 자원 부족은 회사가 놀틀이나 닌텐도 64같은 다른 기종을 위한 게임 개발을 막았고, 그리하여 회사는 PC 게임 시장에만 집중하게 되었다.

## 스펙트럼 홀로바이트의 자회사 시절
93년, 회사는 스펙트럼 홀로바이트 (Spectrum Holobyte)에 인수되었다. 창립자 빌 스텔리는 인수 회사 사장 Gilman Louie와 좋은 친구였고, 스텔리는 몇몇 은행들이 회사의 문화를 이해하지 않을 거라고 근심한 결과, Louie가 회사를 돕도록 설득하였다. 같은 해, 회사의 영국 사무실은 영국 북부의 2개의 위성 사무실을 문 닫고, Chipping Sodbury 본부 사무소에서 40명이 넘는 인력을 처리하였다.
94년 Bill Stealey는 회사를 떠났다. 스펙트럼 홀로바이트 (Spectrum Holobyte)는 그의 지분의 인수에 동의하였다. 빌 스텔리는 다른 모의 소프트웨어 회사인 인터렉티브 매직을 설립하였다.
해고에도 불구하고, 사장 Gilmen Louie는 탑건, Magic: The Gathering, 스타트렉: The Next Generation, MechWarrior (part of the Battletech universe) 등의 몇 가지 큰 게임 권리를 유지하였다. 또한 영국 쪽에서 UFO: Enemy Unknown을 X-COM: UFO Defense로 이름을 바꾸어 수입하였는데, 94년의 대박 게임이 되었다.
스펙트럼 홀로바이트 (Spectrum Holobyte)는 그러나, 내부적으로 문제를 가지고 있었다. 팰콘 3.0을 91년에 출시한 후, 팰콘 4.0을 출시하려고 노력중이었으나, 몇 년 째 지연되고 있었다.
두 회사는 96년까지 독립된 상표를 사용하였다. 96년, 스펙트럼 홀로바이트 (Spectrum Holobyte)는 경비 절감을 위하여, 마이크로프로즈의 인력의 대다수를 해고하였다. 그 후, 합병 회사 이름을 마이크로프로즈로 개명하였고, 마이크로프로즈 상표 아래 모든 제품을 유통하였다. 시드 마이어와 제프 브릭스는 해고 후 회사를 떠나, Firaxis Games를 설립하였다. Civilization II를 설계한 Brian Reynolds도 Firaxis Games로 옮겼다. 이 변화에 환멸을 느낀 미술팀, 설계팀, 제작팀의 핵심 집단들은 마이크로프로즈 영국을 떠나 영국의 Stroud에 사무소를 열고, 특히 전 마이크로프로즈 인력을 유인하였던 Psygnosis에 참가하였다.

### 피인수 실패
1997년 10월 5일, GT 인터렉티브가 2억5천만$에 회사를 인수하는, 양쪽의 이사회 의장들에 의하여 승인된, 거의 서명만 남은 계약을 소개하였다. 발표 후 회사의 주가는 주당 7$까지 올랐다. GT 인터렉티브는 이 계약이 연말까지는 끝나기를 바랐다.
그러나 12월 5일, 양쪽의 최고경영자의 "때가 아니다"라는 발언에 의하여, 합병은 취소되었다. 회사의 주가는 합병의 취소 이후 주당 2.31$까지 폭락하였다.

### 문명 관련 소송
97년 11월 회사는 (문명이라는 이름의 미국내 권리를 가진) Avalon Hill과 Activision 에게 저작권 위반으로 피소되었다. 회사는 문명이라는 이름의 권리를 가진 Hartland Trefoil을 매입하는 방법으로 응수하였고, 상표 위반 혐의와 문명 PC게임의 개발과 유통에 대한 Activision의 결정의 결과가 불공정 사업 행위라는 근거로 맞고소하였다. 하스브로는 Avalon Hill과 회사사이의 합병을 협상하던 중이었기 때문에, 소송은 98년 7월에 확정되었다. 판결의 결과 회사는 문명이라는 이름의 독점권을 가지게 되었고 Activision은 뒤에 Civilization: Call to Power 라는 게임을 출시하기 위하여 허락을 받아야 했다.

## 하스브로의 자회사 시절
매각을 위한 준비로, 98년 6월, 회사는 텍사스 오스틴에 있는 개발팀의 문을 닫았다. 이 결과 35명이 일자리를 잃었다.
98년 8월 14일, 하스브로는 회사의 주식을 주당 6$에 인수하겠다는 현금 인수 제안을 내놓았다. 이 거래는 9월 14일에 끝났고, 하스브로는 회사 주식의 91%를 매입하였고 회사가 온전히 하스브로의 자회사가 되었음을 발표하였다. 나머지 주식은 역시 주당 6불에 인수되었다.
회사는 하스브로로부터 현금으로 7천만$을 얻었고 하스브로 인터렉티브에 합병되었다. 당시 회사의 직원들에게 연 2천만$이 지불되었다.
합병 당시, 회사는 CA의 Alameda의 135명을 포함하여, 모두 343명의 직원이 몸담고 있었다. Alameda의 개발팀 이외에, 회사는 Hunt Valley, MD; Chapel Hill, NC; 와 Chipping Sodbury, England까지 3개의 다른 개발팀이 있었다.
98년 회사는 성탄절 구매기간 전에 마지막으로 팰콘 4.0을 가까스로 출시하였다. 그러나, 초기 출시판은 엄청난 버그가 있었고, F-16의 조작이 실제와 같이 사실적이다보니 너무나 복잡하였다. 그 결과, 대부분의 사용자들이 나가떨어졌고, 판매실적은 실망스러웠다.

## 마이크로프로즈의 종말
회사의 종말은, 하스브로 인터렉티브가 Alameda, California 와 Chappel Hill, North Charolina의 전 회사 개발부들을 문 닫기 시작한, 1999년 12월부터 시작되었다.
2001년 1월, 프랑스 게임 유통사 Infogrames Entertainment SA(IESA)가 하스브로 인터렉티브를 1억$에 인수한 후, 회사의 존재는 사라졌다. 회사의 마지막 미국판 게임인, European Air War는, 회사의 기호 대신 Infograms의 기호를 달고 재출시되었다.
아타리 (Atari)는 영국의 Chipping Sodbury의 전 회사 개발부를 2002년 9월 문 닫아버렸다.
회사의 이름으로 출시된 마지막 게임은 2002년 말에 출시된 Geoff Crammond's Grand Prix 4의 영국 판이었다. 1990년대 회사는 영국의 Chipping Sodbury 에 개발부가 있었고, 소규모 영국 개발자들로부터 Grand Prix와 Transport Tycoon을 포함한 여러 게임들을 취역시켰었다. 회사의 이름은 GP4에 보존되어있었는데, 경주 시뮬레이션 게임의 판의 다수를 존중하는 의미에서였다. (이부분 애매해)
IESA는 2003년 미국 지사의 이름을 아타리 (아타리 (Atari))로 공식적으로 바꾸기 전부터 일부 제품에 아타리 (Atari)의 이름을 붙여왔다. 2003년 11월 아타리 (Atari) Inc.는 Maryland 주의 Hunt Valley 에 위치한 전 회사의 개발팀 - 회사가 원래 위치하였던 - 의 문을 닫았다. 그러나, Firaxis Games 와 Break Away Games를 포함한, 회사의 기원(이 맞으려나)을 소유한 몇몇 개발자들은 아직도 이 근방에 위치해 있다.

## 마이크로프로즈의 부활
07년 여름, Frederic Chesnais는 아타리 인터렉티브의 최고경영자를 사임하였다. 그리고 회사와 그 자산의 일부를 그의 인터렉티브 게임 그룹(I2G)의 아래에 획득할 수 있었다. 회사는 2부분의 팀으로 나뉘었고 각각의 팀은 각각 일을 분담하였으며, "블루" 팀은 새로 만들어진 오락기 부분과 "레드" 팀은 은 새 게임과 소프트웨어를 바쁘게 작성한다. 파랑은 소비자 가전, 영상 관련 주변기기, 게임 조작기 와 전원부를 비롯한 가정용 게임기 주변기기 관련 상품군을 가지고 있다. 모든 부분은 08년 봄부터 여름에 걸쳐 소매 유통이 가능할 것이다.

## 수익
아래의 표는 1997년 ~ 1998년의 회사의 연간 보고서로부터 추출된, 골라진 회계 자료이다.
회사의 매출
- 93년: 1360만 달러
- 94년: 4090만 달러
- 95년: 8430만 달러
- 96년: 5960만 달러
- 97년: 1억30만 달러
- 98년: 6000만 달러

회사의 연결 수익
- 93년: -400만 달러
- 94년: -5840만 달러
- 95년: -1800만 달러
- 96년: -3980만 달러
- 97년: 790만 달러
- 98년: -3310만 달러

유일하게 흑자였던 97년은 문명 2 (Civilization 2)가 출시되었던 결과이다. 게임의 완성도 대비 수익화 능력은 참담한 모습을 보였다.

## 회사의 게임들 중 명성높은 일부의 목록
- NATO Commander (1984년)
- Solo Flight (1985년)
- Silent Service (1985년)
- F-15 Strike Eagle (1985년)
- Gunship (1986년)
- Airborne Ranger (1987년)
- Pirates (1987년)
- F-19 Stealth Fighter (1987년)
- Red Storm Rising (1988년 - 1990년, on various hardware platforms)
- F-15 Strike Eagle II (1989년)
- M1 Tank Platoon (1989년)
- Railroad Tycoon (1990년)
- Civilization (1991년)
- Formula One Grand Prix a.k.a. World Circuit (1991년)
- Gunship 2000 (1991년)
- Midwinter II (1991년)
- Darklands (1992년)
- B-17 Flying Fortress (1992년)
- BloodNet (1993년)
- Master Of Orion (1993년)
- Master of Magic (1994년)
- Colonization (1994년)
- X-COM: UFO Defense (1994년) in some countries the game was known as UFO: Enemy Unknown
- X-COM: Terror from the Deep (1995년) Also known as XCOM2
- Transport Tycoon (1995년) followed by Transport Tycoon Deluxe (1996)
- Master of Orion II (1996년)
- 팰콘 4.0 (1998년)
- MechWarrior 3 (1999년)
- Star Trek: Birth of the Federation (1999년)